# SEAT Inca
De SEAT Inca was een naar de Spaanse stad Inca genoemde bestelauto van de Spaanse autofabrikant SEAT, die als opvolger van de SEAT Terra van eind 1995 tot medio 2003 werd geproduceerd. De interne modelaanduiding luidde 9KS. 

## Geschiedenis

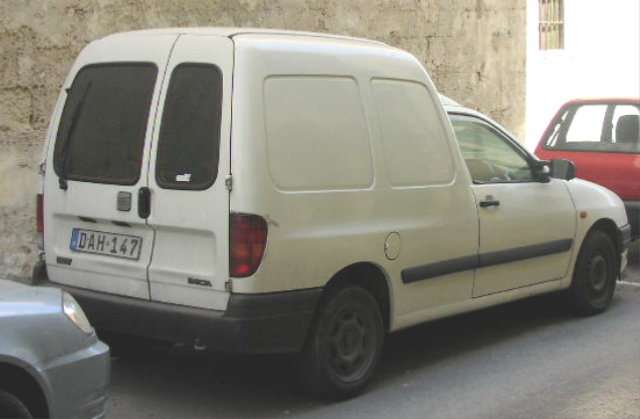
SEAT Inca bestelwagen

De Inca was gebaseerd op de begin 1993 geïntroduceerde Ibiza/Córdoba-serie, waarvan de wielbasis werd verlengd met 16 centimeter. De Volkswagen Caddy van de tweede generatie was als model 9KV gelijk aan de Inca. Naast de bestelwagenversie was er, net als bij de VW Caddy, ook een vijfpersoons stationwagenversie met zijruiten (ludospace).
De Inca was leverbaar met een 1.4 (61 pk) of 1.6 (76 pk) liter benzinemotoren en was ook verkrijgbaar met de beproefde 64 pk 1.9 liter (1896 cc) dieselmotor met indirecte injectie van de Volkswagen Golf en Volkswagen Polo, of een 90 pk (67 kW) turbodieselmotor met directe injectie (TDI). Een turboloze 64 pk 1.9 SDI met directe inspuiting, die zuiniger was dan de indirecte inspuitmotor, was ook beschikbaar vanaf 1999.
In tegenstelling tot de Caddy bleef de Inca zonder directe opvolger. De toenmalige directievoorzitter van SEAT, Bernd Pischetsrieder, rechtvaardigde dit met de geplande heroriëntatie van het merk. De Volkswagen-groep had besloten de marketingfocus van het merk SEAT te verplaatsen naar meer sportieve modellen voor de jongere bestuurder, bij het gewenste imago zou zo'n model niet passen.
Vanaf de lancering in 1995 tot het einde van de productie in 2003 werden meer dan 115.000 Inca's geproduceerd en verkocht.
Huidige modellen:
Ibiza · 
Arona ·
Leon ·  
Ateca ·
Tarraco
Oudere modellen:
600 · 
850 · 
1200 · 
1400 · 
1430 · 
1500 · 
124 · 
127 · 
128 · 
131 · 
132 · 
133 · 
Ritmo · 
Ronda · 
Fura · 
Málaga · 
Panda · 
Marbella · 
Terra · 
Inca · 
Arosa · 
Córdoba · 
Toledo · 
Altea (XL) · 
Exeo · 
Alhambra ·
Mii